# Baumhaueria montana
Baumhaueria montana là một loài ruồi trong họ Tachinidae.